# Peace Anyiam-Osigwe
Peace Anyiam-Osigwe (30 de marzo de c. 1969 - Lagos, 9 de enero de 2023) fue una cineasta y empresaria del entretenimiento nigeriana. Es la fundadora de la ceremonia de los Premios de la Academia del Cine Africano. The Guardian afirma que fue una de las primeras impulsoras de la proyección de películas de Nollywood en festivales internacionales de cine. También ha sido quien dirigió el primer video musical del dúo de hip hop P-Square. En 2012 se le entregó la Orden de la República Federal por su contribución a la industria del entretenimiento. Además es una académica de TED.

## Biografía
Anyiam-Osigwe nació un 30 de marzo. Provenía de la familia Osigwe Anyiam-Osigwe de Nkwerre, del Estado de Imo. Era la única mujer en una familia de ocho hijos. Tiene un título de grado en Derecho y Ciencias Políticas de la Universidad Oxford Brookes.

### Carrera
Anyiam-Osigwe fundó la Academia del Cine Africano, una organización que lleva a cabo una ceremonia de premiación desde 2005, una de las más importantes para los cineastas de dicho continente. En la décima edición, dejó su puesto de directora ejecutiva y en 2015 comenzó con la iniciativa AfricaOne, para conmemorar a los africanos de la industria del entretenimiento.
Por otra parte, era poeta y escribió tres libros. El primero, titulado Looking from the Outside, fue publicado en 1993, cuando ella tenía 24 años. En una entrevista con Alana Herro, describió la poesía como una de las vías para expresar su percepción y cómo entiende las cosas que la rodean. Antes de entrar en la universidad, publicaba una revista, Clicks, pensada específicamente para llegar a la población africana del Reino Unido. Sus obras se centran en ideas que defendía.
Su carrera en televisión comenzó con su programa de discusión, Piece off my Mind, que se concentra en la reacción de la gente con respecto a problemas sociales que no se ven normalmente en los medios masivos. Su programa se centraba en causas del activismo por individuos a los que la sociedad les presta poca atención o los ignora. En películas y en la televisión ha tocado temas como el sistema de castas africano, el tráfico de niños y la igualdad de las mujeres. Cuando recién comenzaban su carrera, Anyiam-Osigwe fue la mánager de P-Square. En 2016 afirmó representar a Somkele Inyamah.
Anyiam-Osigwe falleció en el St. Nicolas Hospital de Lagos el 9 de enero de 2023 después de llevar varios días en coma.

### Vida familiar
Su hermano Michael, quien fue asesinado en 2014, era el coordinador general de la Fundación Osigwe Anyiam-Osigwe, una organización sin fines de lucro para apoyar a la sociedad nigeriana. También fue director del Instituto Africano para las Investigaciones de Liderazgo y Desarrollo y el cónsul general de Malaui en Nigeria. Su madre, Dorothy Chinyere Anyiam-Osigwe, recibió la Orden del Níger de manos del presidente Olusegun Obasanjo por sus actividades filantrópicas en el país. Peace Anyiam-Osigwe se divorció de su marido.